# Olivia Gürth
Olivia Gürth (31 de mayo de 2002) es una deportista de Alemania que compite en atletismo. Ganó una medalla de oro en el Campeonato Europeo de Atletismo Sub-20 de 2021, en la prueba de 3000 m obstáculos.